# Eustroma japonicum
Eustroma japonicum là một loài bướm đêm trong họ Geometridae.